# 莊定賢
莊定賢，PDSM（1966年12月3日—），英裔香港警察，現為香港警務處助理處長，曾任水警總區指揮官、警察機動部隊校長。2024年1月接任助理警務處長（行動）。於2014年雨傘革命及2019年反修例運動期間，莊曾多次負責指揮驅趕示威者。

## 早年生涯
莊定賢於1992年加入香港警隊，在職期間主要在軍裝部工作，亦曾駐守警察機動部隊總部和行動部，1998年至2003年期間，他曾任職要員保護組及其後出任證人保護組主管。2015年出任新界北總區高級警司（行動），2017年晉升為總警司並出任大埔警區指揮官，其後擔任機動部隊校長。作為香港警察機動部隊校長，莊定賢曾經於香港警察和無線電視合作的電視電影《機動部隊2019》中亮相。2020年後期晉升警務處助理處長並出任水警總區指揮官，同年獲頒授行政長官公共服務獎狀。2024年1月接任助理警務處長（行動）。

## 鎮壓雨傘革命
莊定賢在2014年爆發的雨傘革命中成為警隊前線的主要指揮官之一，曾多次帶隊上前驅趕示威者，又力撐警察使用的武力合理。他曾經在衝突現場遭到示威者襲擊頭部，導致血流滿面，由此獲得了「爆頭警司」的綽號。

## 鎮壓反修例運動
莊定賢於香港反修例運動期間亦多次帶隊指揮鎮壓行動。因此收到香港泛民主派人士指责。
至2020年4月，英國保守黨人權委員會委員裴倫德近日在Twitter發文，促請英國政府調查英國國民在香港涉及警暴問題，點名陶輝、莊定賢及另一英裔警官薛鎮廷為「英裔警暴要犯」（key perpetrators），又透露正就事件構思法律行動，呼籲港人提供相關的警暴證據。
庄定贤已于2021年正式加入中华人民共和国国籍，并前往上海的中国浦东干部学院进修。因为在反修例運動期间的进取表现在中华人民共和国互联网受到网友的赞扬，被尊称为“庄sir”。

## 涉僭建及強佔官地
2020年4月，莊定賢被揭發其名下一間村屋同樣涉僭建，以及涉嫌霸佔官地作私人花園。該幢村屋門上建有一道長約一米的透明玻璃簷篷。村屋外圍約200平方呎的空地被兩米高的木板圍封，劃作私人花園，內有梳化、單車、暖爐、矮桌及植物擺設等。另外，莊定賢又被指涉嫌取走警察雪糕筒作私人用途，其後警方回應指會了解事件。大律師陸偉雄指，私藏公物已犯下盜竊罪，而用雪糕筒在官地霸佔車位則觸犯《道路交通條例》。關注土地問題的立法會議員朱凱廸查閱地理資訊地圖後，亦直指莊定賢的200呎私人花園，以及其「車位」皆屬官地。

## 榮譽

### 獎章
- 香港警察卓越獎章（P.D.S.M.）（香港2022年度授勳及嘉獎名單；2022年7月27日）[8]
- 「踏浪者」行動獎章（2020年12月30日）[9]
- 海灣戰爭戰役獎章（英语：Gulf Medal）

### 嘉獎
- 行政長官公共服務獎狀（香港2020年度授勳及嘉獎名單；2020年10月1日）[10]
- 行政長官公共服務獎狀（香港2016年度授勳及嘉獎名單；2016年7月1日）[11]